# Ius trium liberorum

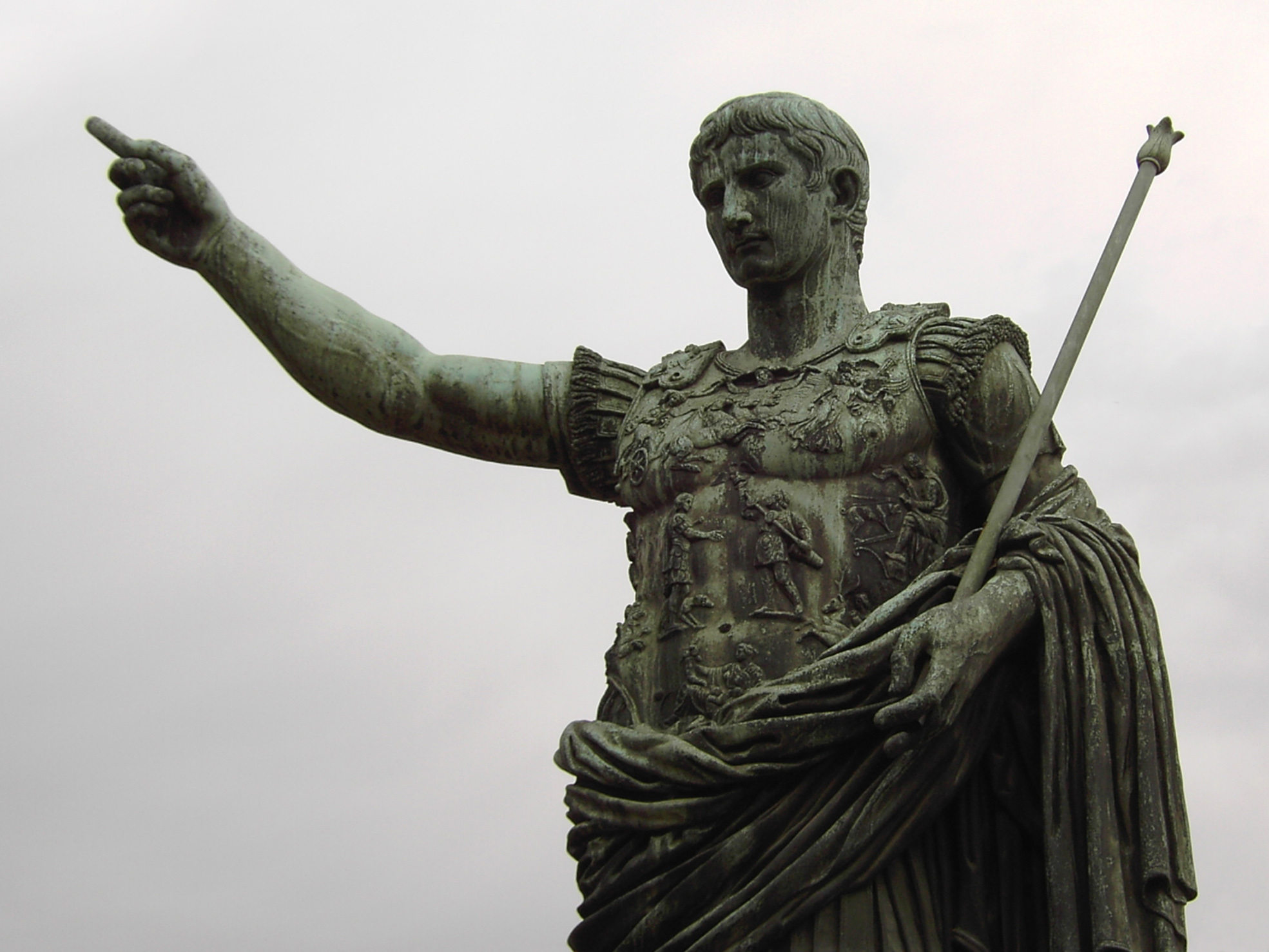
Rzym, Via dei Fori Imperiali, odlew z brązu tzw. "Prima Porta" pomnika Augusta, wzniesiony w okresie faszystowskim w latach 30. XX wieku.

Ius trium liberorum (Prawo trójki dzieci) – przywilej nadawany obywatelom rzymskim, którzy spłodzili co najmniej trójkę dzieci, pod pewnymi warunkami udzielany także parom wyzwoleńców. 

## Historia
Ustanowiony w celu zwiększenia liczebności wyższych klas społecznych - szczególnie senatorskiej. Wprowadzony za panowania Oktawiana Augusta
będący następstwem regulacji: Lex Iulia de adulteriisi, Lex Iulia de maritandis ordinibus 18 r. p.n.e. oraz Lex Papia  Poppaea z 9 r. n.e.
Przywilej dawał kobietom - matkom co najmniej trójki (lub w pewnych przypadkach czwórki) dzieci - pełną zdolność czynności prawnych, łącznie ze sporządzaniem testamentów. Ojcom natomiast dawał zwolnienia z obowiązku kurateli oraz pozostawania w związku, do czego obligowało prawo czyli de iure uwalniał mężczyznę od określonych obowiązków rodzinnych. Przywilej mógł być także zastosowany wobec par wyzwoleńców - które spłodziły czwórkę dzieci.
Prawo obowiązywało do roku 534 n.e. i zostało zniesione za panowania Justyniana I Wielkiego. 

## Krytyka
Prawo to było przyczynkiem do rozważań nad pobudkami prawodawcy. Jest uważane za jedną z pierwszych ustaw kierujących
się pobudkami ściśle eugenicznymi. Italia okresu wczesnego Cesarstwa była bowiem zalewana przez masy niewolników, 
których przybywało wraz z podbojami Imperium.

## Skutki
Przywilej nie przyniósł spodziewanych skutków. Ludność Imperium rosła wprawdzie - ale nie za sprawą podobnych ustaw.
Istniały próby uzyskania przywileju wynikającego z Ius trium liberorum, poprzez prezentowanie właściwym
urzędnikom cudzych dzieci jako swoje. To z kolei uruchamiało donosicielstwo, które osiągnęło w ostatnich wiekach
funkcjonowania przywileju tak wielkie rozmiary, że ustawowo zmniejszono nagrody dla donosicieli - wcześniej były one 
niezwykle kuszące, bo donosiciel przejmował majątek osoby próbującej wyłudzić nienależny przywilej.